# Lista de filmes com temática LGBT de 2007
Esta é uma lista de filmes que contém personagens e/ou temática lésbica, gay, bissexual, ou transgênera lançados em 2007.
| Título                                                                                       | Diretor                                                          | País                                          | Gênero                             | Elenco | Anotações |
| -------------------------------------------------------------------------------------------- | ---------------------------------------------------------------- | --------------------------------------------- | ---------------------------------- | --- | --- |
| 2 Minutes Later                                                                              | Robert Gaston                                                    | EUA                                           | Suspense, Comédia, Crime           | Michael Molina, Jessica Graham, Peter Stickles, Matt Cannon, Jennifer Layne Park, Mei-Yann Hwang                         | Uma detetive lésbica e um homem gay tentam solucionar o desaparecimento do irmão gêmeo deste                                                                  |
| Les 3 p'tits cochons                                                                         | Patrick Huard                                                    | Canadá                                        | Comédia, Drama                     | Claude Legault, Guillaume Lemay-Thivierge, Sophie Prégent, Paul Doucet, Mahée Paiement                                   | Três irmãos discutem a moralidade do adultério enquanto sua mãe está em coma                                                                                  |
| 5 løgner                                                                                     | Lars Daniel Krutzkoff Jacobsen                                   | Noruega                                       | Comédia, Drama                     | Kim Sørensen, Henrik Rafaelsen, Charlotte Frogner, Gard B. Eidsvold, Pia Tjelta, Michalis Koutsogiannakis                | [ 3 ] |
| 24 mesures                                                                                   | Jalil Lespert                                                    | França                                        | Drama                              | Lubna Azabal, Benoît Magimel, Sami Bouajila, Bérangère Allaux, Archie Shepp, Steve Mac Graven                            | Segue 24 horas na vida de uma prostituta e as pessoas que ela encontra                                                                                        |
| 68 Pages                                                                                     | Sridhar Rangayan                                                 | Índia                                         | Drama                              | Mouli Ganguly, Joy Sengupta, Jayati Bhatia, Zafar Karachiwala                                                            | Uma prostituta, um homem gay, e uma mulher trans, são marginalizados e sofrem discriminação antes e depois de serem infectados com a AIDS                     |
| 88 Minutos                                                                                   | Jon Avnet                                                        | EUA                                           | Suspense                           | Al Pacino, Alicia Witt, Leelee Sobieski, Benjamin McKenzie, Deborah Kara Unger, Amy Brenneman                            | |
| 881                                                                                          | Royston Tan                                                      | Singapura                                     | Comédia, Drama, Musical            | Qi Yuwu, Mindee Ong, Yann Yann Yeo, Liu Ling Ling, May Wan Teh, Choy Wan Teh                                             | Duas amigas formam uma dupla getai e procuram a fama |
| ...a bude hůř                                                                                | Petr Nikolaev                                                    | República Checa                               | Drama                              | Pavel Zajíček, Karel Zima, Karel Žídek, Filip Kaňkovský, Radomil Uhlíř, Tereza Hofová                                    | [ 7 ] |
| O Acompanhante                                                                               | Paul Schrader                                                    | EUA, Reino Unido                              | Drama, Suspense                    | Woody Harrelson, Kristin Scott Thomas, Lauren Bacall, Ned Beatty, Lily Tomlin, Willem Dafoe                              | |
| Across the Universe                                                                          | Julie Taymor                                                     | EUA, Reino Unido                              | Musical, Drama                     | Evan Rachel Wood, Jim Sturgess, Jon Anderson, Dana Fuchs, Martin Luther McCoy, T.V. Carpio                               | |
| After Sex                                                                                    | Eric Amadio                                                      | EUA                                           | Comédia, Drama, Romance            | Mila Kunis, Jane Seymour, Emmanuelle Chriqui, Marc Blucas, Taryn Manning, Zoe Saldana                                    | |
| Alexis Arquette: She's My Brother                                                            | Matthew Barbato                                                  | EUA                                           | Documentário                       | Alexis Arquette | Segue um ano e meio da vida da atriz Alexis Arquette, enquanto ela se prepara, faz, e se recupera de sua cirurgia de redesignação sexual                      |
| An Angel Named Billy                                                                         | Greg Osborne                                                     | EUA                                           | Drama, Romance                     | Dustin Belt, Allison Fleming, Amy London, Matt Prokop, Robin Dionne, Richard Lewis Warren                                | Um jovem gay é expulso de casa por seu pai religioso e encontra amor na Califórnia                                                                            |
| Anyone and Everyone                                                                          | Susan Polis Schutz                                               | EUA                                           | Documentário                       | | Pais e mães de filhos gays e lésbicas falam sobre suas experiências                                                                                           |
| Ashita no watashi no tsukurikata (あしたの私のつくり方)                                      | Jun Ichikawa                                                     | Japão                                         | Drama                              | Riko Narumi, Atsuko Maeda, Mariko Ishihara, Yoshizumi Ishihara, Yoshimasa Kondô, Kaoru Okunuki                           | trad. Como Me Tornar Eu Mesma Uma jovem solitária reencontra uma colega de classe                                                                             |
| Ashley and Kisha: Finding the Right Fit                                                      | Tony Comstock                                                    | EUA                                           | Documentário                       | | Segue o relacionamento entre duas mulheres |
| Autopsy                                                                                      | Jérôme Anger                                                     | França                                        | Drama, Romance, Crime              | Stéphane Freiss, Claude Perron, François Civil, Philippe Duclos, Thierry Neuvic, Sara Martins                            | Um policial casado se apaixona pelo novo médico legista |
| Avant que j'oublie                                                                           | Jacques Nolot                                                    | França                                        | Drama                              | Jacques Nolot, Marc Rioufol, Bastien d'Asnières, Bruno Moneglia, Jean Pommier, David Kessler,                            | Um homem gay confronta seu envelhecimento e lembra de seu passado como prostituto                                                                             |
| Back Soon                                                                                    | Rob Williams                                                     | EUA                                           | Comédia, Romance, Drama            | Windham Beacham, Matthew Montgomery, Maggie McCollester, Artie O'Daly, Jake Christian                                    | Segue o relacionamento entre um viúvo aspirante a ator e um ex-traficante                                                                                     |
| Bang bang wo ai shen (帮帮我,爱神)                                                           | Lee Kang-Sheng                                                   | Taiwan                                        | Drama                              | Lee Kang-Sheng, Dennis Nieh, Ivy Yin, Liao Hui-Jen                                                                       | Um homem perde todo seu dinheiro e fica obcecado com a atendente de uma linha de prevenção de suicídio                                                        |
| Phuean...Ku Rak Mueng Wa (เพื่อน...กูรักมึงว่ะ)                                                    | Poj Arnon                                                        | Tailândia                                     | Drama, Crime, Ação                 | Rattanaballang Tohssawat, Chaiwat Thongsaeng, Chutcha Rujinanon, Suchao Pongwilai, Chonprakhan Janthareuang              | em inglês: Bangkok Love Story; trad. Amor e Morte em Bangkok Um jovem se apaixona pelo pistoleiro contratado para matá-lo                                     |
| Barcelona (un mapa)                                                                          | Ventura Pons                                                     | Espanha                                       | Drama                              | Josep Maria Pou, Núria Espert, Rosa María Sardà, Jordi Bosch, María Botto, Pablo Derqui                                  | Segue um casal de idosos, a irmã de um deles, e outros 3 moradores de um velho prédio em Barcelona                                                            |
| Battlestar Galactica: Razor                                                                  | Félix Enríquez Alcalá                                            | EUA                                           | Ficção Científica, Ação, Drama     | Edward James Olmos, Mary McDonnell, Katee Sackhoff, Jamie Bamber, James Callis, Tricia Helfer                            | |
| Black White + Gray: A Portrait of Sam Wagstaff and Robert Mapplethorpe                       | James Crump                                                      | Alemanha, EUA                                 | Documentário                       | Pierre Apraxine, Dick Cavett, Dominick Dunne, Raymond Foye, Jeffrey Fraenkel, Philippe Garner                            | Mostra a influência do curador Sam Wagstaff, o fotógrafo Robert Mapplethorpe, e a poeta Patti Smith no meio artístico da Nova Iorque dos anos 70              |
| Blood on the Flat Track: The Rise of the Rat City Rollergirls                                | Lacey Leavitt, Lainy Bagwell                                     | EUA                                           | Documentário                       | Chuck Bury, Hot Carla, Seymoure Carnage, Basket Casey, Shovey Chase, Dirty Little Secret                                 | Sobre a ascensão do roller derby feminino nos EUA |
| Blueprint                                                                                    | Kirk Shannon-Butts                                               | EUA                                           | Drama                              | Damion Lee, Tracy Perez, Rene Rosado, Krystle Sampson, Caitilin Gallagher                                                | Segue dois calouros em Nova Iorque |
| Bombadeira                                                                                   | Luis Carlos de Alencar                                           | Brasil                                        | Documentário                       | | Mostra a realidade de travestis que aplicam silicone clandestinamente em Salvador                                                                             |
| The Books of John                                                                            | L.W. Smith, David A. Schweiger                                   | EUA                                           | Drama                              | Forrest Bankston, Jeff Batton, Savannah Barris                                                                           | Segue um homem cujo parceiro acaba de morrer, um homem festeiro, e uma mulher desiludida pelo amor                                                            |
| Born Again                                                                                   | Markie Hancock                                                   | EUA                                           | Documentário                       | Markie Hancock, Nathan Hancock, Michael Hancock                                                                          | A diretora confronta sua estrita criação evangélica |
| Boys love: Gekijôban (BOYS LOVE 劇場版)                                                      | Kotaro Terauchi                                                  | Japão                                         | Drama, Romance                     | Yoshikazu Kotani, Atsumi Kanno, Yuuki Kawakubo, Kazunori Tani                                                            | [ 25 ] |
| Breakfast with Scot                                                                          | Laurie Lynd                                                      | Candá                                         | Comédia                            | Tom Cavanagh, Ben Shenkman, Noah Bernett, Jeananne Goossen, Shauna MacDonald, Graham Greene                              | Baseado no livro homônimo de Michael Downing |
| Brutal                                                                                       | Ethan Wiley                                                      | EUA                                           | Terror, Crime, Mistério            | Crystal Stone, Eric Lange, Sarah Thompson, Jeffrey Combs, Don O. Knowlton, Whitney Anderson                              | Uma jovem vice-xerife caça um assassino em série |
| Buscando a Miguel                                                                            | Juan Fisher                                                      | Colômbia                                      | Drama, Comédia                     | Laura García, Julián Román, Hernán Méndez, Blas Jaramillo, Marcela Carvajal, Luis Fernando Montoya                       | Um jovem e privilegiado político perde a memória e tem que sobreviver em uma cidade desconhecida                                                              |
| Butch Jamie                                                                                  | Michelle Ehlen                                                   | EUA                                           | Comédia, Romance                   | Michelle Ehlen, Olivia Nix, Tiffany Anne Carrin, David Au, Andrea Andrei, Joe McDaniel                                   | Uma atriz lésbica butch é escalada para um papel masculino e acaba se apaixonando pela atriz principal                                                        |
| Call Me Troy                                                                                 | Scott Bloom                                                      | EUA                                           | Documentário                       | Troy Perry | Sobre o reverendo e ativista gay fundador das Igrejas da Comunidade Metropolitana                                                                             |
| Campillo Sim, Quero                                                                          | Andrés Rubio                                                     | Espanha                                       | Documentário                       | Ray Kuh, Pepe Cledera | O parlamento espanhol legalizou o casamento gay em 2005 e muitas cidades fizeram boicotes, mas um povoado começou a casar os casais desses lugares            |
| A Casa de Alice                                                                              | Chico Teixeira                                                   | Brasil                                        | Drama                              | Carla Ribas, Zecarlos Machado, Luciano Quirino, Vinicius Zinn, Berta Zemel                                               | |
| Cat Dancers                                                                                  | Harris Fishman                                                   | EUA                                           | Documentário                       | Joy Holiday, Ron Holiday, Chuck Lizza                                                                                    | A história de final trágico de um dos primeiros grupos de entretenimento com tigres                                                                           |
| Celebration                                                                                  | Olivier Meyrou                                                   | França                                        | Documentário                       | Yves Saint-Laurent, Pierre Bergé, Laetitia Casta Loulou de la Falaise Catherine Deneuve                                  | A vida e o último show do designer Yves Saint-Laurent |
| La Chambre des morts                                                                         | Alfred Lot                                                       | França                                        | Mistério, Crime, Suspense          | Mélanie Laurent, Éric Caravaca, Gilles Lellouche, Jonathan Zaccaï, Céline Sallette, Laurence Côte                        | Dois técnicos em TI encontram 2 milhões de euros perto de um corpo em um campo de moinhos                                                                     |
| Les chansons d'amour                                                                         | Christophe Honoré                                                | França                                        | Musical, Drama                     | Louis Garrel, Ludivine Sagnier, Clotilde Hesme, Chiara Mastroianni, Grégoire Leprince-Ringuet, Brigitte Roüan            | |
| Le chien                                                                                     | Christian Monnier                                                | França                                        | Drama                              | Florian Frin, Marie Le Cam, Jean-Marc Lebars                                                                             | [ 34 ] |
| Choose Connor                                                                                | Lucas Elliot Eberl                                               | EUA                                           | Drama                              | Alex D. Linz, Steven Weber, Escher Holloway, John Rubinstein, Chris Marquette, Michael Welch                             | Um jovem idealista chama a atenção de um candidato ao senado, que passa a usá-lo em sua campanha                                                              |
| Chrigu                                                                                       | Jan Gassmann, Christian Ziorjen                                  | Suíça                                         | Documentário                       | Christian Ziörjen | Um jovem e seus amigos fazem um filme sobre sua vida, enquanto ele luta contra um tumor                                                                       |
| Chris & Don: A Love Story                                                                    | Tina Mascara, Guido Santi                                        | EUA                                           | Documentário                       | W.H. Auden, Don Bachardy, Ted Bachardy, Liza Minnelli, Gloria Stuart, Michael York                                       | O relacionamento entre o escritor Christopher Isherwood, e seu amante bem mais jovem, o artista Don Bachardy                                                  |
| Chuecatown                                                                                   | Juan Flahn                                                       | Espanha                                       | Comédia                            | Pepón Nieto, Pablo Puyol, Concha Velasco, Rosa Maria Sardà, Carlos Fuentes, Mariola Fuentes                              | Sobre alguns moradores de Chueca, uma região de Madrid conhecida como um bairro gay                                                                           |
| Ciao Bella                                                                                   | Mani Maserrat-Agah                                               | Suécia                                        | Drama, Comédia, Romance            | Poyan Karimi, Chanelle Lindell, Oliver Ingrosso, Fredrika Tham, Arash Bolouri, Hussein Kazem                             | [ 39 ] |
| Citizen Nawi                                                                                 | Nissim Mossek                                                    | Israel                                        | Documentário                       | Ezra Nawi | Segue um homem protegendo palestinos dos ataques de colonos judeus no sul do Monte Hebrom                                                                     |
| Clandestinos                                                                                 | Antonio Hens                                                     | Espanha                                       | Drama                              | Israel Rodríguez, Mehroz Arif, Hugo Catalán, Luis Hostalot, Inma Cuevas, Pepa Aniorte                                    | Um jovem e seus dois amigos fogem de um reformatório para procurar por seu mentor e entrar para a ETA                                                         |
| Clapham Junction                                                                             | Adrian Shergold                                                  | Reino Unido                                   | Drama                              | Tom Beard, James Bellamy, Rachael Blake, Samantha Bond, Stuart Bunce, Rupert Graves                                      | As vidas de vários homens gays colidem na estação Clapham Junction                                                                                            |
| O Clube de Leitura de Jane Austen                                                            | Robin Swicord                                                    | EUA                                           | Comédia, Romance, Drama            | Maria Bello, Emily Blunt, Kathy Baker, Amy Brenneman, Maggie Grace, Hugh Dancy                                           | |
| Coklat Stroberi                                                                              | Ardy Octaviand                                                   | Indonésia                                     | Comédia, Drama                     | Marsha Timothy, Marrio Medhithia, Nino Fernandez, Nadia Saphira, Fauzi Baadila                                           | [ 43 ] |
| A Cold Day in Hell                                                                           | Christopher Picone                                               | EUA                                           | Comédia                            | Meg Allan, Michael Familio, Richard Flight, Jonathan Lay, Johnny Mutoli, Pamela Paige                                    | Uma mulher trans vai na reunião de sua antiga fraternidade e acaba se envolvendo com um mulherengo                                                            |
| Consenting Adults                                                                            | Richard Curson Smith                                             | Reino Unido                                   | Drama                              | Matt Ryan, Jamie Martin, Charles Dance, Sean Biggerstaff, Samantha Bond, Mel Smith                                       | Segue a deliberação que levaria à descriminalização da homossexualidade no Reino Unido                                                                        |
| Cover                                                                                        | Bill Duke                                                        | EUA                                           | Drama                              | Aunjanue Ellis, Razaaq Adoti, Vivica A. Fox, Leon, Louis Gossett Jr., Paula Jai Parker                                   | |
| Crossing                                                                                     | Roger Evan Larry                                                 | Canadá                                        | Crime, Drama, Romance              | Sebastian Spence, Crystal Buble, Bif Naked, Jo Bates, Warren Christie, Alan C. Peterson                                  | Um banqueiro promete ao seu pai mafioso croata prestes a morrer que vai legitimar os negócios da família                                                      |
| Cthulhu                                                                                      | Dan Gildark                                                      | EUA                                           | Terror, Drama                      | Jason Cottle, Casey Curran, Cara Buono, Hunter Stroud, Rob Hamm, Scott Patrick Green                                     | Vagamente baseado na novela The Shadow over Innsmouth de H. P. Lovecraft                                                                                      |
| La Cucina                                                                                    | Allison R. Hebble, Zed Starkovich                                | EUA                                           | Drama, Romance                     | Christina Hendricks, Joaquim de Almeida, Leisha Hailey, Rachel Hunter, Kala Savage, Oz Perkins                           | trad. Entre Vinhos e Amores Três histórias de três vizinhas que preparam seus jantares                                                                        |
| Dakota                                                                                       | Matthew Atkinson                                                 | Canadá, EUA                                   | Comédia, Drama                     | Chad Donella, Tricia Lahde, Robert Kingston, Brendan Gall, Katie Crown                                                   | O relacionamento entre dois amigos de infância que mal se falam no presente                                                                                   |
| Dalla testa ai piedi                                                                         | Simone Cangelosi                                                 | Itália                                        | Documentário                       | Simone Cangelosi, Marcella Di Folco, Porpora Marcasciano                                                                 | Documentário experimental sobre a busca pela identidade de gênero do diretor                                                                                  |
| Dan sun bo lok (單身部落)                                                                    | Lee Po-Cheung                                                    | Hong Kong                                     | Comédia, Romance                   | Jo Kuk Cho-Lam, Rain Li, Carl Ng, Monie Tung, Anya, Chan Fai-Hung                                                        | Os altos e baixos das vidas românticas de três jovens solteiras em Hong Kong                                                                                  |
| Daphne                                                                                       | Clare Beavan                                                     | Reino Unido                                   | Drama, Biográfico                  | Geraldine Somerville, Elizabeth McGovern, Janet McTeer, Natalie Best, Felicity Montagu, Andrew Havill                    | Mostra a vida amorosa da escritora Daphne du Maurier |
| Dark Rising                                                                                  | Andrew Cymek                                                     | Canadá                                        | Comédia, Fantasia, Terror          | Landy Cannon, Brigitte Kingsley, Julia Schneider, Vanessa James, Haley Shannon, Peter Nelson                             | Ao procurar reconciliação com sua ex-noiva lésbica, um homem cai em um portal demoníaco                                                                       |
| Death at a Funeral                                                                           | Frank Oz                                                         | Reino Unido, EUA, Alemanha, Países Baixos     | Comédia                            | Matthew Macfadyen, Alan Tudyk, Keeley Hawes, Andy Nyman, Ewen Bremner, Daisy Donovan                                     | |
| Death Proof                                                                                  | Quentin Tarantino                                                | EUA                                           | Ação, Suspense                     | Kurt Russell, Zoë Bell, Rosario Dawson, Vanessa Ferlito, Sydney Tamiia Poitier, Tracie Thoms                             | [ 54 ] |
| Dirty Dalì: A Private View                                                                   | Brian Sewell                                                     | Reino Unido                                   | Documentário                       | Brian Sewell | Um crítico de arte mostra um lado pessoal da vida de seu amigo, Salvador Dalí                                                                                 |
| Don't Go                                                                                     | Amber Sharp                                                      | EUA                                           | Drama                              | Jada Anderson, Corliss Bennett, Mark Berry, Christian Eric Billings, Avear Carey                                         | As vidas dos moradores de uma casa geminada em Los Angeles |
| Do Outro Lado                                                                                | Fatih Akın                                                       | Alemanha, Turquia, Itália                     | Drama                              | Baki Davrak, Nurgül Yeşilçay, Tuncel Kurtiz, Nursel Köse, Patrycia Ziolkovska, Hanna Schygulla                           | |
| Dos miradas                                                                                  | Sergio Candel                                                    | Espanha                                       | Drama                              | Pilar Alonso, Marta Larralde                                                                                             | Duas amigas decidem passar as férias no Chile |
| Dos patrias, Cuba y la noche                                                                 | Christian Liffers                                                | Cuba                                          | Documentário                       | | Cinco homens gays e uma mulher trans falam sobre serem excluídos da sociedade cubana                                                                          |
| Drifter                                                                                      | Sebastian Heidinger                                              | Alemanha                                      | Documentário                       | | Segue um grupo de adolescentes desamparados da estação Zoo em Berlim                                                                                          |
| Ex Drummer                                                                                   | Koen Mortier                                                     | Bélgica, França, Itália                       | Comédia, Suspense, Drama, Crime    | Dries Van Hegen, Gunter Lamoot, Norman Baert, Sam Louwyck, Dolores Bouckaert, Bernadette Damman                          | Três perdedores formam uma banda e pedem que um escritor famoso seja seu baterista, e este começa a manipulá-los                                              |
| Fairytale of Kathmandu                                                                       | Neasa Ní Chianáin                                                | Irlanda                                       | Documentário                       | Cathal O' Searcaigh | A diretora visita um poeta a quem admira no Nepal e descobre que ele mantém relacionamentos com garotos de 16 anos                                            |
| Father Knows…                                                                                | Toby Ross                                                        | EUA                                           | Comédia, Romance, Drama            | Luke Aulwurm, Cort Donovan, Efrain Gonzalez Jr., Carl Goodkin                                                            | Segue 15 anos nas vidas de uma família aparentemente tradicional                                                                                              |
| Fatherhood Dreams                                                                            | Julia Ivanova                                                    | Canadá                                        | Documentário                       | | Sobre três famílias com pais gay |
| A Feast of Flesh                                                                             | Mike Watt                                                        | EUA                                           | Terror                             | Amy Lynn Best, Stacey Bartlebaugh-Gmys, Sofiya Smirnova, Debbie Rochon                                                   | Uma jovem acidentalmente interfere na trégua entre vampiros e mercenários                                                                                     |
| Finn's Girl                                                                                  | Dominique Cardona, Laurie Colbert                                | Canadá                                        | Comédia                            | Brooke Johnson, Yanna McIntosh, Maya Ritter, Richard Clarkin, Nathalie Toriel, Gilles Lemaire                            | Uma médica de uma clínica de aborto tem que lidar com a morte de sua esposa, a enteada rebelde, e violentos protestos pró-vida                                |
| The Flemish Vampire                                                                          | R. Kan Albay                                                     | Bélgica                                       | Terror                             | Sven de Ridder, Miel Heirbaut, Rik Hancké, Sofie Dykmans                                                                 | Um demônio desperta no dia que um homem vai confrontar sua filha lésbica durante uma peça                                                                     |
| For the Bible Tells Me So                                                                    | Daniel G Karslake                                                | EUA                                           | Documentário                       | Gene Robinson, Jake Reitan, Chrissy Gephardt, Tonia Poteat, Mary Lou Wallner                                             | Sobre o conflito entre homossexualidade e o Cristianismo |
| A Four Letter Word                                                                           | Casper Andreas                                                   | EUA                                           | Comédia, Romance                   | Jesse Archer, Charlie David, Jeremy Gender, Cory W. Grant, Max Rhyser, Artem Shcherbakov                                 | trad. Uma Palavra de Quatro Letras Um namorador em série considera entrar em um relacionamento monógamo                                                       |
| Främmande                                                                                    | Markus Widegren                                                  | Suécia                                        | Drama                              | Sandy Mansson, Michael Mansson, Christian Magdu, Robert Arlinder, Maria Plahn                                            | [ 68 ] |
| Fraternity Massacre at Hell Island                                                           | Mark Goshorn Jones                                               | EUA                                           | Terror, Comédia                    | Gary Berglund, Helen Walk Bowman, Jeff Capps, Antoinette Cheney, Jon Devin, Jim Eikner                                   | Uma fraternidade gay vira alvo de assassinos misteriosos |
| Freeheld                                                                                     | Cynthia Wade                                                     | EUA                                           | Documentário                       | Laurel Hester, Stacie Andree                                                                                             | Uma policial lésbica luta para assegurar uma pensão à sua parceira após sua morte                                                                             |
| Futro                                                                                        | Tomasz Drozdowicz                                                | Polônia, Alemanha                             | Comédia                            | Teresa Budzisz-Krzyżanowska, Leszek Piskorz, Agnieszka Wosińska, Witold Dębicki, Grzegorz Damięcki                       | Um homem rico faz uma festa para celebrar a primeira comunhão de seu neto, e surgem complicações                                                              |
| Ga-myeon (가면)                                                                              | Yang Yun-ho                                                      | Coreia do Sul                                 | Crime, Suspense                    | Kim Kang-woo, Kim Gyu-ri, Lee Soo-kyung, Park Won-sang, Jeon Chang-geol, Choi Deok-moon                                  | trad. Olhos Iridescentes um inspetor de polícia descobre que seu amigo agora é um serial-killer                                                               |
| The Gay Bed and Breakfast of Terror                                                          | Jaymes Thompson                                                  | EUA                                           | Comédia, Terror                    | Marie Marks, Michael Soldier, Georgia Jean, Robert Borzych                                                               | [ 72 ] |
| Gender Redesigner                                                                            | John Bergmann                                                    | EUA                                           | Drama                              | Jen Marcovics, Daniel Medalie, Lori Triburgo, Stephen Victor                                                             | Mostra a luta de um homem trans moderno |
| The Godfather of Disco                                                                       | Gene Graham                                                      | EUA                                           | Documentário                       | Mel Cheren, Louis Benedetti, Jellybean Benítez, Joi Cardwell, Randy Jones                                                | A história de Mel Cheren, ativista e pioneiro do disco |
| Gohy theu gay (โกยเถอะเกย์)                                                                   | Yuthlert Sippapak                                                | Tailândia                                     | Comédia                            | Nakhorn Silachai, Kiattisak Udomnak, Supassra Ruangwong, Achita Sikamana                                                 | Um casal gay fãs de Brokeback Mountain deixam a cidade grande e se mudam para uma cidade remota                                                               |
| Goodbye Baby                                                                                 | Daniel Schechter                                                 | EUA                                           | Drama                              | Christine Evangelista, Jerry Adler, Kevin Corrigan, Michael Mosley, Vincent Piazza, Ann Dowd                             | Uma jovem sem dinheiro aspirante a comediante se envolve em um triângulo amoroso                                                                              |
| Ha-Sodot                                                                                     | Avi Nesher                                                       | Israel, França                                | Drama                              | Ania Bukstein, Michel Shtamler, Fanny Ardant, Adir Miller, Guri Alfi, Alma Zack                                          | trad. Segredos Íntimos A filha comprometida de um rabino se apaixona por outra mulher em um seminário judeu                                                   |
| Hair, Let the Sun Shine In                                                                   | Wolfgang Held, Pola Rapaport                                     | EUA                                           | Documentário, Musical              | | Os bastidores de Hair, tanto o musical quanto o filme |
| Half a Person                                                                                | Adam Santangelo                                                  | Canadá                                        | Comédia, Drama                     | Nigel Smith, Michael Majeski, Taylor Trowbridge, Joanna Haughton                                                         | Uma viagem para Toronto muda o relacionamento entre dois melhores amigos                                                                                      |
| Hanggang dito na lamang at maraming salamat                                                  | Felino Tañada                                                    | Fiipinas                                      | Comédia, Drama                     | Nonie Buencamino, Jon Santos, Jerwin Mercado, Josefina Flores Sace, Marco Rodas, Marco Morales                           | [ 80 ] |
| Happy Hearts                                                                                 | Joel Lamangan                                                    | Filipinas                                     | Comédia, Romance                   | Shaina Magdayao, Rayver Cruz, BB. Gandanghari, Wendell Ramos, Tirso Cruz III, Jean Garcia                                | Ao visitar seu pai e o namorado deste, um homem se apaixona por uma mulher de família estrita                                                                 |
| Hatsu-koi (初戀)                                                                             | Kôichi Imaizumi                                                  | Japão                                         | Drama, Romance                     | Kôichi Imaizumi, Takao Kawaguchi, Hotaru Hazuki, Takahiko Kobayashi, Kiyomi Itō                                          | Um adolescente apaixonado por um colega fica intrigado por um casal gay no metrô                                                                              |
| Hearts Unarmored                                                                             | Radu Olievschi                                                   | EUA                                           | Mistério, Drama, Romance           | Kimberly DiMaggio, Andrew Ridings, Reggie Pawle, Bruce Chandler, TJ Clark, Gianna Gill                                   | [ 83 ] |
| Holding Trevor                                                                               | Rosser Goodman                                                   | EUA                                           | Drama, Romance                     | Brent Gorski, Jay Brannan, Melissa Searing, Eli Kranski, Isaiah Garnica, Yaniv Madmon                                    | Um homem sensível precisa lidar com o namorado viciado, as baladas de Los Angeles, e amigos egoístas                                                          |
| Holiday in Handcuffs                                                                         | Ron Underwood                                                    | EUA                                           | Comédia                            | Melissa Joan Hart, Mario Lopez, Markie Post, Timothy Bottoms, June Lockhart, Kyle Howard                                 | |
| Honeymoon Travels Pvt. Ltd.                                                                  | Reema Kagti                                                      | Índia                                         | Comédia, Drama, Romance            | Shabana Azmi, Boman Irani, Ameesha Patel, Karan Khanna, Kay Kay Menon, Raima Sen                                         | trad. Viagem de Lua de Mel Seis recém-casados enfrentam luas de mel tumultuosas                                                                               |
| Hor Taew Tak (หอแต๋วแตก)                                                                      | Poj Arnon                                                        | Tailândia                                     | Comédia, Terror                    | Jaturong Mokjok, Sukonthawa Koetnimit, Ekkachai Srivichai, Yingsak Chonglertjetsadawong, Koti Arambawy, Panward Hemmanee | Quatro kathoeys de meia-idade são donas de uma pensão para meninos assombrada                                                                                 |
| Hostel: Part II                                                                              | Eli Roth                                                         | EUA                                           | Terror, Suspense                   | Lauren German, Roger Bart, Heather Matarazzo, Bijou Phillips, Richard Burgi                                              | |
| The Houseboy                                                                                 | Spencer Schilly                                                  | EUA                                           | Drama, Romance                     | Nick May, Blake Young-Fountain, Damián Fuentes, Tom Merlino, Brian Patacca, Michael Apuzzo                               | Quando estes saem de férias, um jovem descobre que seus sugar daddies planejam deixá-lo                                                                       |
| I Now Pronounce You Chuck and Larry                                                          | Dennis Dugan                                                     | EUA                                           | Comédia                            | Adam Sandler, Kevin James, Jessica Biel, Ving Rhames, Steve Buscemi, Dan Aykroyd                                         | |
| In Search of the Wild Kingdom                                                                | Shine Louise Houston                                             | EUA                                           | Documentário, Erótico              | Georgia Mann, Papi Coxx, Rozen DeBowe, Jiz Lee, Dylan Ryan                                                               | Uma cineasta anda por São Francisco à procura de sexo lésbico                                                                                                 |
| Invasion of the Pod People                                                                   | Justin Jones                                                     | EUA                                           | Ficção Científica                  | Erica Kessler, Jessica Bork, Danae Nason, Sarah Lieving, Shaley Scott                                                    | |
| Itsuka no kimi e (いつかの君へ)                                                              | Kei Horie                                                        | Japão                                         | Drama, Romance                     | Takumi Saitoh, Ryûnosuke Kawai, Yutsuki Kato, Shirô Namiki, Shûji Ôtsuki, Yu Tokui                                       | Um jovem começa um relacionamento com o irmão gêmeo do homem que salvou sua vida e não tem certeza de quem realmente gosta                                    |
| Itty Bitty Titty Committee                                                                   | Jamie Babbit                                                     | EUA                                           | Comédia, Drama                     | Melonie Diaz, Nicole Vicius, Deak Evgenikos, Carly Pope, Lauren Mollica, Melanie Mayron                                  | trad. Turminha das Sapinhas de Tetinhas Pequeninas Depois de ser largada pela namorada e rejeitada pela faculdade, uma jovem conhece a líder de um grupo punk |
| Jack Taylor of Beverly Hills                                                                 | Cecile Leroy Beaulieu                                            | EUA                                           | Documentário                       | Jack Taylor, Jason Schwartzman, Roman Alonso, Lisa Eisner, Monty Hall, Bonnie Taylor                                     | Examina a história e o declínio da arte dos ternos fabricados sob medida                                                                                      |
| Japan Japan                                                                                  | Lior Shamriz                                                     | Israel                                        | Drama                              | Imri Kahn, Amnon Friedman, Tal Meiri, Naama Yuria, Benny Ziffer , Avishag Leibovitz                                      | Um jovem morando em Tel Aviv sonha em se mudar para o Japão                                                                                                   |
| A Jihad for Love                                                                             | Parvez Sharma                                                    | Reino Unido                                   | Documentário                       | | Examina a relação entre o Islã e a homossexualidade |
| Kaltmiete                                                                                    | Gregor Buchkremer                                                | Alemanha                                      | Terror                             | Henny Reents, Matthias Schloo, Julian Schmieder, Phillippa Galli                                                         | A decisão de um de quatro colegas de quarto de se isolar inicia uma guerra psicológica no apartamento                                                         |
| Kenedi se ženi                                                                               | Želimir Žilnik                                                   | Sérvia                                        | Drama, Comédia                     | Kenedi Hasani, Salji Hasani, Beni Halitii, Philipp Eisenmann, Sladjana Pavlica, Max Steiner                              | [ 94 ] |
| Khaw hai rak jong jaroen (ขอให้รักจงเจริญ)                                                      | Pongpat Wachirabunjong                                           | Tailândia                                     | Drama                              | Ananda Everingham, Chayanan Manomaisantiphap, Monton Arnupabmard, Puttachat Pongsuchat, Piya Vimuktayon                  | Também conhecido por Me...Myself Um dançarino gay de um cabaré fica com amnésia depois ser atropelado por um carro                                            |
| Kill Buljo: The Movie                                                                        | Tommy Wirkola                                                    | Noruega                                       | Comédia, Ação, Aventura            | Stig Frode Henriksen, Tommy Wirkola, Natasha Angel Dahle, Linda Øverlie Nilsen, Martin Hykkerud                          | trad. Kill Buljo - O Filme Paródia norueguesa de Kill Bill |
| Killing Zelda Sparks                                                                         | Jeff Glickman                                                    | Canadá, EUA                                   | Comédia, Suspense, Drama           | Vincent Kartheiser, Sarah Carter, Geoffrey Arend, Colm Feore, Aaron Poole, Bruce McFee                                   | [ 97 ] |
| The King                                                                                     | Matthew Saville                                                  | Austrália                                     | Drama, Biográfico                  | Stephen Curry, Shaun Micallef, Garry McDonald, Steve Bisley, Stephen Hall, Todd MacDonald                                | Sobre Graham Kennedy, personalidade da TV australiana |
| King Size                                                                                    | Patrick Maurin                                                   | EUA                                           | Musical, Comédia, Romance          | Jonathan Burteaux, Laurent Artufel, Claude Jan                                                                           | Um casal gay decide encontrar um terceiro homem para seu relacionamento                                                                                       |
| Kiss the Bride                                                                               | C. Jay Cox                                                       | EUA                                           | Comédia, Romance                   | Tori Spelling, Philipp Karner, James O'Shea, Amber Benson, Joanna Cassidy, Tess Harper                                   | trad. Beije a Noiva Um homem fica chocado ao descobrir que seu ex vai se casar com uma mulher                                                                 |
| Klass                                                                                        | Ilmar Raag                                                       | Estônia                                       | Drama                              | Pärt Uusberg, Vallo Kirs, Lauri Pedaja, Paula Solvak, Kadi Metsla, Mikk Mägi                                             | |
| Kung Fu Tootsie (ตั๊ดสู้ฟุด)                                                                      | Jaturong Mokjok                                                  | Tailândia                                     | Ação, Comédia                      | Sittichai Pabchompoo, Pokchut Tiemchai, Chookiat Iamsook, Kreangsak Riantong, Jaturong Mokjok, Jim Chauncheun            | Quando seu herdeiro é ferido, um mafioso procura o gêmeo desaparecido deste, que é gay                                                                        |
| De laatste zomer                                                                             | Joost Wynant                                                     | Bélgica                                       | Drama                              | Laura Verlinden, Bram van Outryve, Gilles De Schryver, Robrecht Vanden, Thoren Freek Pieters, Céline Verbeeck            | Quatro amigos adolescentes perdem a inocência durante seu último verão juntos                                                                                 |
| Lagerfeld Confidential                                                                       | Rodolphe Marconi                                                 | França                                        | Documentário                       | Brad Koenig, Nicole Kidman, Karl Lagerfeld, Caroline do Monaco, Christy Bella Joiner                                     | Um retrato do designer de moda Karl Lagerfeld |
| Ang lalake sa parola                                                                         | Joselito Altarejos                                               | Filipinas                                     | Drama, Romance                     | Harry Laurel, Jennifer Lee, Justin De Leon, Crispin Pineda, Allan Paule, Richard Quan                                    | Sua amizade com outro homem faz um faroleiro repensar sua identidade                                                                                          |
| La León                                                                                      | Santiago Otheguy                                                 | Argentina, França                             | Drama                              | Jorge Román, Daniel Valenzuela                                                                                           | |
| Leroy                                                                                        | Armin Völckers                                                   | Alemanha                                      | Drama, Comédia                     | Conrad F. Geier, Anna Hausburg, Cay Helmich, Wilfried Hochholdinger, Julius Jellinek, Günther Kaufmann                   | Um adolescente negro começa a namorar uma garota branca e tem que lidar com a família neonazista dela                                                         |
| Lez Be Friends                                                                               | Glenn Gaylord                                                    | EUA                                           | Comédia                            | Win Craft, Matthew Eisenberg, Emily Brooke Hands, David Thomas Jenkins, Rebekah Kochan, Robert Michael Morris            | Uma lésbica e seus dois amigos gays vivem juntos para enganar o síndico de seu prédio                                                                         |
| Look                                                                                         | Adam Rifkin                                                      | EUA                                           | Suspense, Comédia, Drama           | Spencer Redford, Nichelle Hines, Jackie Geary, Bailee Madison, Rachel Vacca, Heather Hogan                               | Narrativas conectadas pelo olhar voyeurístico de câmeras de segurança                                                                                         |
| Love Man Love Woman                                                                          | Nguyen Trinh Thi                                                 | Vietnã                                        | Documentário                       | Luu Ngoc Duc | Segue um dos médiuns mais proeminentes de Hanói |
| The Love of Siam (รัก แห่ง สยาม)                                                               | Chookiat Sakveerakul                                             | Tailândia                                     | Drama, Romance                     | Sinjai Plengpanich, Songsit Roongnophakunsri, Laila Boonyasak, Mario Maurer, Witwisit Hiranyawongkul, Kanya Rattanapetch | Dois amigos de infância se reencontram anos após a morte da irmã de um deles, e sentimentos desconhecidos vem à tona                                          |
| Man of Cinema: Pierre Rissient                                                               | Todd McCarthy                                                    | EUA                                           | Documentário                       | Claude Chabrol, Bertrand Tavernier, Clint Eastwood, Werner Herzog, Hsiao-hsien Hou, Abbas Kiarostami                     | Explora o legado do cineasta Pierre Rissient |
| En mand kommer hjem                                                                          | Thomas Vinterberg                                                | Dinamarca, Suécia                             | Comédia                            | Oliver Møller-Knauer, Ronja Mannov Olesen, Helene Reingaard Neumann, Thomas Bo Larsen, Karen-Lise Mynster                | trad. Quando um Homem Volta Para Casa |
| Manuela y Manuel                                                                             | Raúl Marchand Sánchez                                            | Porto Rico                                    | Comédia, Drama                     | Humberto Busto, Elena Iguina, Marian Pabón, Sunshine Logroño, Ineabelle Colón, Olga Vega Fontánez                        | Uma mulher trans finge ser homem para se passar pelo noivo de sua melhor amiga grávida                                                                        |
| Marc Jacobs & Louis Vuitton                                                                  | Loïc Prigent                                                     | França                                        | Documentário                       | Marc Jacobs, Winona Ryder, Sofia Coppola, Anna Wintour, Vincent Gallo                                                    | Segue Marc Jacobs após ser promovido a diretor de criação da Louis Vuitton                                                                                    |
| Más que un hombre                                                                            | Dady Brieva, Gerardo Vallina                                     | Argentina                                     | Comédia                            | Luis Ziembrowski, Raquel Albeniz, Dady Brieva, Ricardo Galli, Julian Krakov, Violeta Naon                                | Durante a ditadura, um alfaiate gay esconde um guerrilheiro enquanto termina o vestido para o casamento da filha do general que está caçando o jovem          |
| Matok Ve'Mar                                                                                 | Doron Benvenisti                                                 | Israel                                        | Drama                              | Tzufit Grant, Nati Ravitz, Eyal Shehter, Michal Yannai, Safrira Zachai                                                   | [ 114 ] |
| Meine Mütter - Spurensuche in Riga                                                           | Rosa von Praunheim                                               | Alemanha                                      | Documentário                       | Gertrud Mischwitzky, Rosa von Praunheim, Astrid Ruschlau, Agnese Luse, Markus Tiarks, Lielott                            | O diretor procura por sua mãe biológica após descobrir ser adotado                                                                                            |
| Midsummer Madness                                                                            | Alexander Hahn                                                   | Letônia, Reino Unido, Áustria, Rússia         | Comédia, Drama, Romance            | Orlando Wells, Gundars Āboliņš, Maria de Medeiros, Dominique Pinon, Chulpan Khamatova, Tobias Moretti                    | Segue 6 histórias durante a celebração letã do Jāņi |
| Miss Gulag                                                                                   | Maria Yatskova                                                   | EUA                                           | Documentário                       | Tatiana Dasayeva, Maria Ibrahimova, Natalia Khapova, Nona Madjidova, Natasha Patalachova                                 | Segue três mulheres competindo em um concurso de beleza em um gulag siberiano                                                                                 |
| The Moon and the Stars                                                                       | John Irvin                                                       | Reino Unido, Itália, Hungria                  | Drama, Histórico                   | Jonathan Pryce, Alfred Molina, Catherine McCormack, András Bálint, Robert Davide, Rupert Friend                          | No começo da Segunda Guerra, um produtor de cinema gay e judeu começa a adaptar a ópera Tosca em Roma                                                         |
| Moreno                                                                                       | Crisaldo Pablo                                                   | Filipinas                                     | Drama                              | Ynez Veneracion, Crisaldo Pablo, Mark Dionisio, Roy Castillon                                                            | [ 119 ] |
| Musta jää                                                                                    | Petri Kotwica                                                    | Finlândia, Alemanha                           | Suspense, Drama                    | Outi Mäenpää, Ria Kataja, Martti Suosalo, Ville Virtanen, Sara Paavolainen, Philipp Danne                                | Uma ginecologista se envolve na vida da amante de seu marido                                                                                                  |
| My Kuya's Wedding                                                                            | Topel Lee                                                        | Filipinas                                     | Comédia, Romance                   | Ryan Agoncillo, Maja Salvador, Jason Abalos, Pauleen Luna, Say Alonzo, Dick Israel                                       | Uma mulher tenta atrapalhar o casamento do irmão para que ele não a abandone                                                                                  |
| Naissance des pieuvres                                                                       | Céline Sciamma                                                   | França                                        | Drama                              | Pauline Acquart, Louise Blachère, Adèle Haenel                                                                           | |
| Naked Boys Singing!                                                                          | Robert Schrock                                                   | EUA                                           | Musical, Comédia                   | Andrew Blake Ames, Jason Currie, Joe Souza, Kevin Stea, Jaymes Hodges, Joseph Keane                                      | Peça musical filmada que conta a experiência gay com coreografia, música, e nudez                                                                             |
| The Nines                                                                                    | John August                                                      | EUA                                           | Mistério, Ficção Científica, Drama | Ryan Reynolds, Melissa McCarthy, Hope Davis, Elle Fanning, David Denman, Octavia Spencer                                 | trad. Número 9 |
| Nome Próprio                                                                                 | Murilo Salles                                                    | Brasil                                        | Drama                              | Leandra Leal, Rosanne Mulholland, Milhem Cortaz, Frank Borges, Juliano Cazarré, Luciana Brites                           | |
| Normal Adolescent Behavior                                                                   | Beth Schacter                                                    | EUA                                           | Drama, Romance                     | Amber Tamblyn, Ashton Holmes, Kelli Garner, Daryl Sabara, Laila Liliana Garro, Kelly Lynch                               | Seis jovens amigos tem um relacionamento sexual aberto entre eles                                                                                             |
| Nympha                                                                                       | Ivan Zuccon                                                      | Itália                                        | Terror                             | Tiffany Shepis, Caroline De Cristofaro, Allan McKenna, Michael Segal, Alessandra Guerzoni, Giuseppe Gobbato              | Uma jovem passa por uma árdua e perigosa jornada espiritual para se tornar uma freira                                                                         |
| Ó Paí, Ó                                                                                     | Monique Gardenberg                                               | Brasil                                        | Comédia, Musical                   | Lázaro Ramos, Dira Paes, Wagner Moura, Stênio Garcia, Luciana Souza, Emanuelle Araújo                                    | |
| Odbačen                                                                                      | Miloš Radivojević                                                | Sérvia                                        | Drama                              | Svetozar Cvetković, Aleksandra Janković, Ljiljana Međeši, Renata Ulmanski, Ana Maljević, Milica Spasojević               | [ 125 ] |
| Oh Happy Day                                                                                 | Ian Poitier                                                      | Reino Unido                                   | Comédia, Romance, Drama            | Christopher Colquhoun, Stephen Billington, Anthony Alexis, Cristina Avery, Seeta Indrani, Jocelyn Osorio                 | Dois homens tem um caso de uma noite só mas descobrem no dia seguinte que terão que trabalhar juntos                                                          |
| Omg/HaHaHa                                                                                   | Morgan Jon Fox                                                   | EUA                                           | Drama                              | Jake Casey, Suzi Crashcourse, Timothy Morton, Andy Harper, Ed Porter, Ryan Carter                                        | O videoblogue de um adolescente gay conta várias histórias |
| On the Downlow                                                                               | Abigail Child                                                    | EUA                                           | Documentário                       | Kerwin Benyoun, Clifton 'Ray Ray' Hudson, Antonio Jackson, Natalie Jackson, Billy Sharp                                  | Quatro homens afro-americanos de Cleveland confrontam os problemas relacionados à saída do armário                                                            |
| One Long Night                                                                               | David Siqueiros                                                  | México, EUA                                   | Comédia, Drama, Suspense           | Jon Seda, Adrián Alonso, Víctor Hugo Arana, Pedro Armendáriz Jr., Ed Begley Jr., Karen Black                             | Um jovem homem de negócios mexicano-americano encontra pessoas diferentes ao longo de uma noite                                                               |
| L'ordre des mots                                                                             | Cynthia Arra, Mélissa Arra                                       | França                                        | Documentário                       | Maud-Yeuse Thomas, Tom Reucher, Vincent Avrons, Vincent He-Say, Carine Boeuf, Vincent Guillot                            | Explora a identidade sexual nas comunidades trans e intersexo                                                                                                 |
| Out at the Wedding                                                                           | Lee Friedlander                                                  | EUA                                           | Comédia, Romance                   | Jerry Banks, Jamie Blake, Mystro Clark, Jill Bennett, Desi Lydic                                                         | Uma mulher hétero contrata uma lésbica para fingir ser sua namorada no casamento de sua irmã, mas esta acaba se apaixonando pela noiva                        |
| A Outra Margem                                                                               | Luís Filipe Rocha                                                | Portugal                                      | Drama                              | Filipe Duarte, Maria d'Aires, Tomás Almeida                                                                              | |
| Les pel·lícules del meu pare                                                                 | Augusto M. Torres                                                | Espanha                                       | Drama                              | Karme Málaga, Cecilia Roth, Marisa Paredes, Carlo D'Ursi                                                                 | Uma jovem que não tem memórias de seu pai começa a assistir as fitas caseiras dele                                                                            |
| Perfect Stranger                                                                             | James Foley                                                      | EUA                                           | Suspense, Drama, Crime             | Halle Berry, Giovanni Ribisi, Bruce Willis                                                                               | |
| Person of Interest                                                                           | Christopher Ward                                                 | EUA                                           | Suspense                           | Elise Rovinsky, Cuyle Carvin, Julie Bell                                                                                 | Uma xerife procura por três mulheres desaparecidas |
| The Picture of Dorian Gray                                                                   | Duncan Roy                                                       | EUA                                           | Mistério, Suspense                 | David Gallagher, Noah Segan                                                                                              | Adaptação contemporânea do romance homônimo de Oscar Wilde |
| Pleasure Factory (快乐工厂)                                                                  | Ekachai Uekrongtham                                              | Singapura, Tailândia, China                   | Drama                              | Yang Kuei-Mei, Ananda Everingham, Zihan Loo, Katashi Chen, Jeszlene Zhou, Isabella Chen                                  | |
| The Polymath, or The Life and Opinions of Samuel R. Delany, Gentleman                        | Fred Barney Taylor                                               | EUA                                           | Documentário                       | Samuel R. Delany | Um retrato do autor gay Samuel R. Delany |
| Poor Boy’s Game                                                                              | Clement Virgo                                                    | Canadá                                        | Drama                              | Danny Glover, Rossif Sutherland, Flex Alexander, Laura Regan, K. C. Collins, Hugh Thompson                               | trad. O Round Final |
| Potseluy sestry (Поцелуй сестры)                                                             | Dmitry Gribanoff                                                 | Rússia                                        | Drama, Romance                     | Nadya Emelina, Rina Grishina, Sergey Fedorov, Polina Stepanova                                                           | Duas estudantes se apaixonam mas acabam descobrindo que são irmãs                                                                                             |
| The Princess of Nebraska                                                                     | Wayne Wang                                                       | EUA                                           | Drama                              | Li Ling, Brian Danforth, Minghua Tan                                                                                     | [ 138 ] |
| Protagonist                                                                                  | Jessica Yu                                                       | EUA                                           | Documentário                       | Hans-Joachim Klein, Mark Salzman, Chris Diamantopoulos, Mark Pierpont, Marina Sirtis, Joe Loya                           | Reúne as histórias de quatro homens: um terrorista alemão, um assaltante de bancos, um evangelista 'ex-gay', e um aluno de artes marciais                     |
| Pudor                                                                                        | Tristán Ulloa, David Ulloa                                       | Espanha                                       | Drama                              | Nancho Novo, Elvira Mínguez, Natalia Rodríguez, Celso Bugallo, Carolina Román, Marcos Ruiz                               | Uma família é composta por um homem prestes a morrer, uma mulher com um admirador, uma jovem descobrindo sua sexualidade, e um garoto que vê fantasmas        |
| Pusinky                                                                                      | Karin Babinská                                                   | República Checa                               | Drama, Comédia                     | Sandra Nováková, Marie Doležalová, Petra Nesvačilová, Oldřich Hajlich                                                    | Três jovens viajam para a Holanda com o irmão de uma delas |
| Queer as Old Folk                                                                            | Andy Wells                                                       | Reino Unido                                   | Documentário                       | Mark Bazeley | Explora as vidas de homens que saíram do armário quando a homossexualidade era ilegal                                                                         |
| Quemar las naves                                                                             | Francisco Franco Alba                                            | México                                        | Drama                              | Irene Azuela, Juan Carlos Barreto, Bernardo Benítez, Ricardo Blume, Diana Bracho, Pablo Bracho                           | trad. Apagar os Rastros Uma jovem cuida de sua mãe, uma ex-pop star com câncer, enquanto seu irmão mais novo entra em um triângulo amoroso com dois rivais    |
| The Quest for the Missing Piece                                                              | Oded Lotan                                                       | Alemanha, Israel                              | Documentário                       | Oded Lotan | [ 144 ] |
| Quickie Express                                                                              | Dimas Djayadiningrat                                             | Indonésia                                     | Comédia, Drama, Romance            | Tora Sudiro, Lukman Sardi, Aming Sugandhi, Tino Saroengallo, Ira Maya Sopha, Tio Pakusadewo                              | Um homem desempregado decide se tornar um gigolô |
| Randy & the Mob                                                                              | Ray McKinnon                                                     | EUA                                           | Comédia, Ação                      | Ray McKinnon, Walton Goggins, Lisa Blount, Tim DeKay, Bill Nunn, Brent Briscoe                                           | Após se encrencar com a máfia, um homem precisa da ajuda de seu gêmeo idêntico gay                                                                            |
| The Raven                                                                                    | David DeCoteau                                                   | EUA, Canadá                                   | Mistério, Terror, Romance          | Andre Velts, Brian Stokes Mitchell, Litha Booi, André Dellow, Tristan McConnell, Colin Sutcliffe                         | Um baile de máscaras em uma mansão misteriosa vira um pesadelo com a chegada de um assassino                                                                  |
| Red Is the Color of                                                                          | Anne Norda                                                       | EUA                                           | Drama, Comédia, Romance            | Irina Björklund, Peter Franzén, Eliza Pryor Nagel, Carey DiPietro, Lorenzo Caccialanza                                   | O casamento entre dois pintores quando a esposa se sente atraída pela modelo de seu marido                                                                    |
| Red Without Blue                                                                             | Brooke Sebold, Benita Sills, Todd Sills                          | EUA                                           | Documentário                       | Clair Farley, Jennie Farley, Mark Oliver Farley, Scott Farley, Jennifer Jordan, David L. Suarez                          | Segue um par de gêmeos idênticos enquanto um faz sua transição de gênero                                                                                      |
| Reine Geschmacksache                                                                         | Ingo Rasper                                                      | Alemanha                                      | Comédia                            | Edgar Selge, Florian Bartholomäi, Roman Knizka, Franziska Walser, Traute Hoess, Gottfried Breitfuss                      | Um vendedor de roupas femininas batalha para manter seus modelos nas lojas, sem saber que seu filho se apaixonou por seu rival                                |
| Remember the Daze                                                                            | Jess Manafort                                                    | EUA                                           | Comédia, Drama                     | Amber Heard, Alexa PenaVega, Leighton Meester, Melonie Diaz, Lyndsy Fonseca, Chris Marquette                             | |
| Riparo                                                                                       | Marco S. Puccioni                                                | Itália                                        | Drama, Romance                     | Maria de Medeiros, Antónia Lišková, Mounir Ouadi, Steffan Boje, Vitaliano Trevisan                                       | Um casal lésbico retorna de uma viagem em outro país e descobrem que um jovem imigrante marroquino se escondeu em seu carro                                   |
| Rise: Blood Hunter                                                                           | Sebastian Gutierrez                                              | EUA                                           | Terror, Ação                       | Lucy Liu, Margo Harshman, Michael Chiklis, Marilyn Manson                                                                | |
| Rock Haven                                                                                   | David Lewis                                                      | EUA                                           | Drama, Romance                     | Sean Hoagland, Owen Alabado, Laura Jane Coles, Katheryn Hecht, Erin Daly, Johnny Yono                                    | Um adolescente religioso se muda para uma nova cidade e conhece um jovem sedutor                                                                              |
| Roxxxanne                                                                                    | Jun Lana                                                         | Filipinas                                     | Drama                              | Sheree, Jay Aquitania, Janvier Daily, Elizabeth Oropesa, Bodjie Pascua, Mel Martinez                                     | Um estudante no armário filma vídeos pornográficos com seu celular para impressionar seus amigos                                                              |
| Ruby Blue                                                                                    | Jan Dunn                                                         | Reino Unido                                   | Drama                              | Bob Hoskins, Josiane Balasko, Jody Latham, Josef Altin, Jessica Stewart, Shannon Tomkinson                               | [ 154 ] |
| Running Deep                                                                                 | Mark Kokkoros                                                    | EUA                                           | Drama                              | Lisa Adams, Douglas A. Hary, Ron Lincoln, Callen Williams, Geoff Wilner                                                  | Um homem tenta superar a morte de sua esposa e se reconectar com seus filhos crescidos                                                                        |
| Saturno contro                                                                               | Ferzan Özpetek                                                   | Itália, França, Turquia                       | Drama                              | Stefano Accorsi, Margherita Buy, Serra Yılmaz, Filippo Timi, Pierfrancesco Favino, Ennio Fantastichini                   | trad. Saturno em Oposição Um grupo de amigos revelam os segredos de suas vidas                                                                                |
| Savage Grace                                                                                 | Tom Kalin                                                        | EUA                                           | Drama                              | Julianne Moore, Stephen Dillane, Eddie Redmayne, Hugh Dancy                                                              | |
| Save Me                                                                                      | Robert Cary                                                      | EUA                                           | Drama                              | Chad Allen, Robert Gant, Judith Light, David Petruzzi, Arron Shiver, Stephen Lang                                        | Um homossexual viciado em drogas é enviado a uma instituição para 'se tornar hétero' e acaba se apaixonando por seu 'mentor'                                  |
| Saxon                                                                                        | Greg Loftin                                                      | Reino Unido                                   | Mistério, Drama, Comédia           | Sean Harris, Tom Hopper, James Robinson, James Stokes, Tony O'Leary, Ashley Sadanandan                                   | [ 158 ] |
| Schau mir in die Augen, Kleiner                                                              | André Schäfer                                                    | Alemanha, Países Baixos, Finlândia, Austrália | Documentário                       | John Waters, Wieland Speck, Rosa von Praunheim, Ingrid Caven, Tilda Swinton, Stephen Frears                              | Mostra a emergência da presença gay e lésbica no cinema |
| Searching 4 Sandeep                                                                          | Poppy Stockell                                                   | Austrália                                     | Documentário                       | Poppy Stockell, Sandeep Virdi                                                                                            | A diretora tenta encontrar em pessoa a mulher que ela conheceu na internet                                                                                    |
| Selda                                                                                        | Ellen Ramos, Paolo Villaluna                                     | Filipinas                                     | Drama                              | Sid Lucero, Emilio Garcia, Ara Mina, Michael De Mesa, Allan Paule, Soliman Cruz                                          | Um jovem é preso por homicídio culposo e seu colega de cela vira seu protetor                                                                                 |
| Semper Fi: One Marine's Journey                                                              | Vince DiPersio                                                   | EUA                                           | Documentário                       | Scotch Ellis Loring, Doug Spearman                                                                                       | Um marinheiro gay retorna para casa desiludido com a Guerra no Iraque                                                                                         |
| Sextet                                                                                       | Eddy Terstall                                                    | Países Baixos                                 | Comédia, Romance                   | Katja Schuurman, Tara Elders, Gène Bervoets, Dieuwertje Blok, Sanne den Hartogh, Alette Dirkse                           | Segue seis relacionamentos diferentes em Amsterdã |
| The Shadows                                                                                  | Guillermo R. Rodríguez                                           | EUA                                           | Mistério, Suspense                 | Emett Allen, Joe Lia | Um escritor de terror descobre o lado sombrio de seu namorado e os amigos deste                                                                               |
| She's a Boy I Knew                                                                           | Gwen Haworth                                                     | Canadá                                        | Documentário                       | | Segue a transição de gênero da diretora |
| Shelter                                                                                      | Jonah Markowitz                                                  | EUA                                           | Drama                              | Trevor Wright, Tina Holmes, Jackson Wurth, Ross Thomas, Katie Walder,                                                    | |
| ShowBusiness: The Road to Broadway                                                           | Dori Berinstein                                                  | EUA                                           | Documentário                       | Kristin Chenoweth, Alan Cumming, Stephanie D'Abruzzo, Raúl Esparza, Edie Falco, Boy George                               | Segue quatro produções da Broadway que seriam nomeadas para o Tony de 2004: Wicked, Taboo, Caroline, or Change, e Avenida Q                                   |
| Sick Girl                                                                                    | Eben McGarr                                                      | EUA                                           | Terror, Suspense                   | Leslie Andrews, Charlie Trepany, John McGarr, Katherine Macanufo, Graham Denman, Stephen Geoffreys                       | |
| O Signo da Cidade                                                                            | Carlos Alberto Riccelli                                          | Brasil                                        | Drama                              | Bruna Lombardi, Malvino Salvador, Juca de Oliveira, Graziela Moretto, Luís Miranda                                       | |
| Silip                                                                                        | Joel Lamangan                                                    | Filipinas                                     | Drama, Romance                     | Diana Zubiri, Polo Ravales, Francine Prieto, Fritz Chavez, Cris Daluz, Eva Darren                                        | Uma mulher recém casada se muda para uma fazenda isolada e faz amizade com uma jovem quando seu marido viaja                                                  |
| Skull & Bones                                                                                | T.S. Slaughter                                                   | EUA                                           | Terror, Comédia                    | Derrick Wolf, Michael Burke, Ryan G. Metzger, Matt Van Bockern                                                           | Dois homens gays apaixonados por filmes violentos atacam seu colega de classe                                                                                 |
| Socket                                                                                       | Sean Abley                                                       | EUA                                           | Ficção Científica, Romance, Drama  | Derek Long, Matthew Montgomery, Rasool Jahan, Allie Rivenbark, Alexandra Billings                                        | Um homem gay entra em um culto de viciados em eletricidade depois de ser atingido por um raio                                                                 |
| Solos                                                                                        | Loo Zihan, Kan Lume                                              | Singapura                                     | Drama, Romance                     | Guat Kian Goh, Lim Yu-Beng, Loo Zihan                                                                                    | [ 170 ] |
| Soom (숨)                                                                                    | Kim Ki-duk                                                       | Coreia do Sul                                 | Drama                              | Chang Chen, Ha Jung-woo, Park Zia, Kang In-Hyung, Kim Ki-duk                                                             | trad. Fôlego Um prisioneiro lentamente se apaixona pela mulher que decora sua cela                                                                            |
| SoulMaid                                                                                     | Jeffrey Maccubbin, Jeffrey Thomas McHale, Josef Steiff, Dan Mohr | EUA                                           | Comédia, Romance                   | Joe Schenck, Tom Bailey, Becca Connolly, Margaret Bell, Tim Harms, Will Byrne                                            | Vagamente baseado no conto A Bela Adormecida |
| The Speed of Life                                                                            | Edward Radtke                                                    | EUA                                           | Drama                              | Jeremy Allen White, Noah Fleiss, Catrina Ganey, Louisa Krause, Brenda McCullough, Joelee Cummings                        | trad. 30 Quadros por Segundo Um jovem escapa da vida nas ruas ao roubar câmeras de vídeo com seus amigos                                                      |
| Spider Lilies (刺青)                                                                         | Zero Chou                                                        | Tawain                                        | Drama                              | Rainie Yang, Isabella Leong, Ivy Chen, Jay Shih, Kris Shen, Kris Shie                                                    | |
| Spinnin'                                                                                     | Eusebio Pastrana                                                 | Espanha                                       | Drama, Romance                     | Olav Fernández, Alejandro Tous, Agustín Galiana, Daniel Castro, Íñigo Espert                                             | Nos anos 90, um casal gay que quer ter um filme faz amizade com uma grávida cujo marido morreu de AIDS                                                        |
| St. Trinian’s                                                                                | Oliver Parker                                                    | Reino Unido                                   | Comédia                            | Talulah Riley, Rupert Everett, Gemma Arterton, Colin Firth, Lena Headey, Jodie Whittaker                                 | |
| Stardust                                                                                     | Matthew Vaughn                                                   | Reino Unido, EUA                              | Fantasia, Romance, Aventura        | Claire Danes, Charlie Cox, Michelle Pfeiffer, Robert De Niro, Mark Strong, Nathaniel Parker, Sienna Miller               | |
| Starrbooty                                                                                   | Mike Ruiz                                                        | EUA                                           | Comédia                            | RuPaul, Lahoma Van Zandt, Candis Cayne, Tom Judson, Lady Bunny, Ari Gold                                                 | Duas agentes secretas drag queens se juntam lutar contra uma vilã e resgatar a sobrinha de uma delas                                                          |
| Steam                                                                                        | Kyle Schickner                                                   | EUA                                           | Drama                              | Ruby Dee, Ally Sheedy, Kate Siegel, Alan Ritchson, Zach Mills, Dick Anthony Williams                                     | Três mulheres de idades diferentes conectadas pela sauna de sua academia                                                                                      |
| Straight                                                                                     | Nicolas Flessa                                                   | Alemanha                                      | Drama, Romance, Crime              | Adrian Can, Annabelle Dorn, Beba Ebner, Frederic Heidorn, Marion Kruse, Anna Oussankina                                  | Um triângulo amoroso entre três jovens, um turco de passado criminoso, um intelectual judeu, e a namorada polonesa deste                                      |
| Suffering Man's Charity                                                                      | Alan Cumming                                                     | EUA                                           | Comédia, Terror                    | Alan Cumming, David Boreanaz, Anne Heche, Karen Black, Carrie Fisher, Henry Thomas                                       | trad. Escritor Fantasma Também conhecido como Ghost Writer |
| Sukkar banat (سكر بنات)                                                                      | Nadine Labaki                                                    | Líbano                                        | Comédia, Drama                     | Nadine Labaki, Adel Karam, Yasmine Al Masri, Joanna Moukarzel, Gisèle Aouad, Dimitri Staneofski                          | |
| Sunny & Share Love You                                                                       | Matthew Buzzell                                                  | EUA                                           | Comédia                            | Michele Mulroney, Micah Schraft, Chris Parnell, Diedrich Bader, Martin Klebba, Colin Fickes                              | Uma dupla de roqueiros acabados tentam se reinventar como uma dupla de entretenimento infantil                                                                |
| Super Amigos                                                                                 | Arturo Pérez Torres                                              | México                                        | Documentário                       | | Cinco ativistas mascarados lutam contra a corrupção, homofobia, abuso animal, poluição, e pobreza na Cidade do México                                         |
| La surprise                                                                                  | Alain Tasma                                                      | França                                        | Drama                              | Mireille Perrier, Rachida Brakni, Robin Renucci, Chloe Coulloud, Marilyne Canto, Eric Metayer                            | Uma mulher de meia idade deixa seu marido para se encontrar e acaba se apaixonando por outra mulher                                                           |
| Surveillance                                                                                 | Paul Oremland                                                    | Reino Unido                                   | Suspense, Drama, Romance           | Dawn Steele, Tom Harper, Sean Brosnan, Julian Date, Michael Elwyn, Abigail Hollick                                       | Um jovem é acusado de ter um caso com alguém da nobreza |
| Switch                                                                                       | Ole Martin Hafsmo                                                | Noruega                                       | Drama, Ação                        | Sebastian Stigar, Ida Elise Broch, Peter Stormare, Hilde Lyrån                                                           | Um adolescente se muda para uma nova cidade e começa a aprender snowboarding para se enturmar                                                                 |
| Takumi-kun Series: Soshite harukaze ni sasayaite (タクミくんシリーズ そして春風にささやいて) | Yokoyama Kazuhiro                                                | Japão                                         | Comédia, Drama                     | Yanagishita Tomo, Kato Keisuke, Saito Yasuka, Takiguchi Yukihiro, Tetsuya Makita, Wataru Hatano                          | Um estudante do ensino médio ganha um novo colega de quarto no começo do ano escolar em seu internato                                                         |
| Tammytown                                                                                    | Phoebe Owens                                                     | EUA                                           | Comédia                            | Jerry Lee Abram, Jessica Aceti, Crystalee Ambersen, Lindsay H. Arnold, Lauren Butterfield, Jason Chamberlin              | Transferida para uma nova escola, uma jovem vira o interesse de um garoto e uma garota, ambos fora de seu alcance                                             |
| Tchaikovsky: Fortune and Tragedy                                                             | Matthew Whiteman                                                 | Reino Unido                                   | Biográfico, Drama, Documentário    | Ed Stoppard, William Mannering, Alice Glover, Sam Marks, Izzy Meikle-Small                                               | Docudrama sobre a vida do compositor Piotr Ilitch Tchaikovsky                                                                                                 |
| Les témoins                                                                                  | André Téchiné                                                    | França                                        | Drama                              | Michel Blanc, Emmanuelle Béart, Sami Bouajila, Julie Depardieu, Johan Libéreau                                           | trad. As Testemunhas Explora a vida de um grupo de amigos afetados pela crise da AIDS na Paris de 1984                                                        |
| Ten More Good Years                                                                          | Michael Jacoby                                                   | EUA                                           | Documentário                       | Michael Jacoby, James Bidgood                                                                                            | Mostra as dificuldades enfrentadas pelos membros idosos da comunidade LGBT                                                                                    |
| La terza madre                                                                               | Dario Argento                                                    | Itália, EUA                                   | Terror, Suspense, Drama, Fantasia  | Asia Argento, Cristian Solimeno, Adam James, Moran Atias, Valéria Cavalli, Philippe Leroy                                | |
| Theft                                                                                        | Paul Bright                                                      | EUA                                           | Comédia, Romance                   | Matthew Burnett, Cynthia Schiebel, David LaDuca, Shad Ramsey, Eric Collins, Benjamin Baronet                             | O faxineiro de um cabaré gay é acusado de ter causado um incêndio na igreja evangélica local                                                                  |
| This Kiss                                                                                    | Kylie Eddy                                                       | Austrália                                     | Drama, Romance                     | Tamsin Gatewood, Melanie Lockman                                                                                         | Duas melhores amigas tentam ressuscitar sua amizade ao confrontar um incidente passado                                                                        |
| Tick Tock Lullaby                                                                            | Lisa Gornick                                                     | Reino Unido                                   | Drama, Comédia                     | Raquel Cassidy, Sarah Patterson, Joanna Bending, Lisa Gornick, Sam Spruell                                               | Filmado em primeira pessoa, segue uma cartunista decidindo se quer ter um filho com sua namorada                                                              |
| Tirador                                                                                      | Brillante Mendoza                                                | Filipinas                                     | Crime, Drama                       | Jiro Manio, Coco Martin, Kristoffer King, Nathan Lopez, Jaclyn Jose, Julio Diaz                                          | Segue as vidas de criminosos adolescentes e outros cidadãos pobres de Manila                                                                                  |
| Trage liefde                                                                                 | Boudewijn Koole                                                  | Países Baixos                                 | Drama                              | Victor Löw, Emiel Sandtke, Celia Nufaar, Suus ten Holt, Mijs Heesen, Felix Burleson                                      | Um jovem tenta se aproximar do pai, que nem sabe que ele existe                                                                                               |
| Trained in the Ways of Men                                                                   | Michelle Prevost                                                 | EUA                                           | Documentário                       | Sylvia Guerrero, Tony Serra, Michael Thorman                                                                             | Sobre os eventos rodeando o assassinato da adolescente trans Gwen Araujo                                                                                      |
| Les travestis pleurent aussi...                                                              | Sebastiano d’Ayala Valva                                         | França                                        | Documentário                       | | Segue as vidas de mulheres trans equatorianas em Paris |
| La Vérité ou presque                                                                         | Sam Karmann                                                      | França                                        | Drama                              | Karin Viard, André Dussollier, François Cluzet, Brigitte Catillon, Julie Delarme, Sam Karmann                            | trad. A Quase Verdade |
| A Very British Gangster                                                                      | Donal MacIntyre                                                  | Reino Unido                                   | Documentário                       | Dominic Noonan | Sobre uma das família criminosas mais violentas do Reino Unido e seu líder, Dominic Noonan                                                                    |
| A Very British Sex Scandal                                                                   | Patrick Reams                                                    | Reino Unido                                   | Drama, Documentário                | Nicholas Le Prevost, Harriet Eastcott, Barny Clevely, Sam Heughan, Martin Hutson, Roger Barclay                          | Docudrama que segue os eventos que levaram a descriminalização da homossexualidade na Grã-Bretanha                                                            |
| Vida de familia                                                                              | Lorenzo Soler                                                    | Espanha                                       | Drama                              | Anna Alarcón, Montse Alcoverro, Isabel Blanco, Cristina Brondo, Andrea Burgueño, Ana Fernández                           | Segue as desventuras uma mulher lésbica de 40 anos que tenta ter um filho                                                                                     |
| Vidrio roto                                                                                  | Gustavo Camelot                                                  | Uruguai                                       | Drama                              | Gustavo Camelot, Danielle James, Mariela Santos, Olivier Raynal, Hebe Tabachnik                                          | Uma jovem artista vivendo em Berlim com sua amante recebe um ultimato de sua mãe                                                                              |
| Viva                                                                                         | Anna Biller                                                      | EUA                                           | Comédia, Drama                     | Anna Biller, Jared Sanford, Bridget Brno, Chad England, Barry Morse, Marcus DeAnda                                       | Donas de casa suburbanas exploram a revolução sexual dos anos 70                                                                                              |
| Vivere                                                                                       | Angelina Maccarone                                               | Alemanha, Países Baixos                       | Drama, Romance                     | Kim Schnitzer, Esther Zimmering, Hannelore Elsner, Egbert Jan Weeber, Aykut Kayacık, Gianfranco Russo                    | Enquanto procura por sua irmã em Roterdã, uma jovem conhece uma mulher mais velha de coração quebrado                                                         |
| WΔZ                                                                                          | Tom Shankland                                                    | Reino Unido                                   | Terror, Crime, Drama               | Selma Blair, Melissa George, Stellan Skarsgård, Sally Hawkins, John Sharian, Paul Kaye                                   | trad. WAZ - Matemática da Morte |
| A Walk Into the Sea: Danny Williams and the Warhol Factory                                   | Esther Robinson                                                  | EUA                                           | Documentário                       | Brigid Berlin, John Cale, Nat Finkelstein, Gerard Malanga, Paul Morrissey, Harold Stevenson                              | Sobre o tio do diretor, Danny Williams, artista que foi amante de Andy Warhol                                                                                 |
| Waris Jari Hantu                                                                             | Shuhaimi Baba                                                    | Malásia                                       | Fantasia, Terror                   | Maya Karin, Rusdi Ramli, Azean Irdawaty, Nanu Baharuddin, Liza Othman, Kavita Sidhu                                      | [ 205 ] |
| Was am Ende zählt                                                                            | Julia von Heinz                                                  | Alemanha                                      | Drama                              | Paula Kalenberg, Marie-Luise Schramm, Benjamin Kramme, Katy Karrenbauer, Anja Beatrice Kaul, Vinzenz Kiefer              | Uma adolescente fugindo de casa perde seu dinheiro e é ajudada por um grupo de criminosos                                                                     |
| Water Flowing Together                                                                       | Gwendolen Cates                                                  | EUA                                           | Documentário                       | Darci Kistler, Peter Martins, Cindy Slivers, Jock Soto, Mama Jo Soto, Papa Joe Soto                                      | A história de Jock Soto, bailarino navajo abertamente gay |
| We're All Angels                                                                             | Robert Nuñez                                                     | EUA                                           | Documentário                       | DeMarco Deciccio, Jason Warner                                                                                           | Segue uma dupla de cantores cristãos que são amantes secretamente                                                                                             |
| What Love Is                                                                                 | Mars Callahan                                                    | EUA                                           | Comédia, Romance                   | Cuba Gooding Jr., Matthew Lillard, Sean Astin, Anne Heche, Gina Gershon                                                  | |
| What We Do Is Secret                                                                         | Rodger Grossman                                                  | EUA                                           | Biográfico, Drama                  | Shane West, Bijou Phillips, Noah Segan, Ashton Holmes, Tina Majorino, Lauren German                                      | Sobre a vida de Darby Crash, líder da banda The Germs |
| Whirlwind                                                                                    | Richard LeMay                                                    | EUA                                           | Drama, Romance                     | Brad Anderson, Desmond Dutcher, Mark Ford, David A. Rudd, Alexis Suarez, Bryan West                                      | Um homem é despejado e entra em uma espiral de tentação com um grupo de amigos gays                                                                           |
| Why Be Good? Sexuality & Censorship in Early Cinema                                          | Elaina Archer                                                    | EUA                                           | Documentário                       | Diane Lane, Maria Riva, Cari Beauchamp, Leatrice Joy Gilbert, A.C. Lyles, Bob Mitchell                                   | A representação e a influência da sexualidade no cinema, da era muda até o Código Hays                                                                        |
| Words and Music by Jerry Herman                                                              | Amber Edwards                                                    | EUA                                           | Documentário                       | Jerry Herman, Carol Channing, Angela Lansbury, George Hearn, Michael Feinstein, Charles Nelson Reilly                    | Sobre Jerry Herman, compositor e liricista icônico da Broadway                                                                                                |
| The World Unseen                                                                             | Shamim Sarif                                                     | África do Sul, Reino Unido                    | Drama                              | Lisa Ray, Sheetal Sheth, Parvin Dabas, David Dennis                                                                      | |
| X's & O's                                                                                    | Kedar Korde                                                      | EUA                                           | Comédia, Drama, Romance            | Clayne Crawford, Sarah Wright, Warren Christie, Judy Marte, John Wynn, Lynn Chen                                         | Problemas surgem nos relacionamentos de um pesquisador, um mulherengo, um DJ, um poeta, e uma manipuladora                                                    |
| XXY                                                                                          | Lucía Puenzo                                                     | Argentina                                     | Drama                              | Ricardo Darín, Valeria Bertuccelli, Inés Efron, Martín Piroyansky, Carolina Peleritti                                    | |
| Year of the Dog                                                                              | Mike White                                                       | EUA                                           | Drama, Romance, Comédia            | Molly Shannon, Laura Dern, Regina King, Tom McCarthy, Josh Pais, John C. Reilly                                          | trad. Amor Pra Cachorro A vida de uma secretária muda inesperadamente quando seu cachorro morre                                                               |
| You Belong to Me                                                                             | Sam Zalutsky                                                     | EUA                                           | Suspense                           | Daniel Sauli, Julien Lucas, Heather Simms, Duane Boutte, Patti D'Arbanville, George Loros                                | Um jovem arquiteto gay se torna a obsessão da dona de seu novo apartamento                                                                                    |
| You Kill Me                                                                                  | John Dahl                                                        | EUA                                           | Comédia, Romance, Suspense         | Ben Kingsley, Téa Leoni, Luke Wilson, Bill Pullman, Dennis Farina, Philip Baker Hall                                     | [ 216 ] |